# Pestilence
Pestilence es una banda neerlandesa de death metal fundada en 1986 en Enschede. Después incorporarían elementos de jazz fusión a su música. Lanzaron cuatro álbumes antes de separarse en 1994 y volver a reunirse en 2008. Tras su regreso, han lanzado 3 álbumes de estudio.

## Biografía
Pestilence empezaría a mediados de 1986 como una banda de thrash metal. La alineación consistía de Patrick Mameli (guitarra, voces), Randy Meinhard (guitarra), y Marco Foddis (batería), grabando dos demos antes de llamar la atención de Roadrunner Records. Después del primer demo, Martin Van Drunen (bajo, voz) se unió a la banda. Estos dos demos, Dysentery (1986) y The Penance (1987), son crudos, casi como un cruce entre Possessed y Sepultura en la época de su álbum Schizophrenia. Después de firmar para Roadrunner Records, la banda lanzó su álbum debut titulado Malleus Maleficarum en 1988. Poco después el guitarrista Randy Meinhard deja la banda para perseguir otras metas musicales en una nueva banda llamada Sacrosanct.
Mientras tanto, Pestilence reclutaba nuevo guitarrista llamado Patrick Uterwijk. En 1989 la banda lanza su segundo álbum, Consuming Impulse el cual dio un giro hacia el death metal. Con este lanzamiento Pestilence ganó atención internacional. Pero antes de que un nuevo disco fuera lanzado, la alineación cambia de nuevo, el vocalista y bajista Martin Van Drunen deja la banda para unirse a Asphyx.
Pestilence se vio de nuevo en el reto de reemplazar miembros. Así que mientras grababan su tercer álbum, Testimony of the Ancients (1991), enlistaron al bajista Tony Choy, quien para ese entonces tocaba para la banda Cynic, y Patrick Mameli se encargó del trabajo vocal. Este disco no fue tan abrasivo como el anterior pero sin duda la musicalidad del álbum creció y el álbum tiene la mejor producción del todo el catálogo de la banda.
Sin embargo, Tony Choy nunca fue un miembro permanente, regresó a Florida para eventualmente tocar con Atheist. Mientras tanto, Pestilence enlistaba los talentos de Jeroen Paul Thesseling.
A través de los años, los miembros de Pestilence fueron encaminándose en otras formas de música, primordialmente jazz fusion, el cual la banda quería combinar con el metal. El cuarto y final álbum de la banda, Spheres fue lanzado en 1993. Con cada álbum, Pestilence estuvo en una especie de cambio, y Spheres no fue la excepción. Spheres mezcla elementos de jazz fusión dentro de su estilo de death metal.
La popularidad de la banda creció con cada álbum, pero desafortunadamente, también las tensión entre los miembros. Después de algún tiempo la banda decide separarse, sintiendo que habían alcanzado su clímax creativo.
En 1994, Roadrunner Records lanza un último CD de Pestilence, un best-of titulado Mind Reflections, conteniendo canciones de sus cuatro álbumes, más la rara canción "Hatred Within", (incluida originalmente en el compilatorio Teutonic Invasion Part II) y seis canciones inéditas en vivo grabadas durante el Dynamo Open Air Festival en 1992. En 1998, Displeased records relanza el Malleus Maleficarum, que incluía sus dos demos de 1986 y 1987.
En 2006, Metal Wars productions, trabajando con Martin Van Drunen, lanza Chronicles of the Scourge, conteniendo dos grabaciones en vivo y una pista adicional inédito. Los dos conciertos son Live "Kix Festival"-Veghel, Holanda (24 de junio de 1989) y Live Bochum, Alemania (18 de noviembre de 1988). Un "rehearsal disc" fue incluido con las primeras 1000 copias.
En 2008 Patrick Mameli anuncia la reunión del grupo y el posterior lanzamiento de un nuevo álbum titulado Resurrection Macabre el próximo 17 de marzo de 2009-. Dicho trabajo tendrá 11 temas nuevos más 3 clásicos regrabados - Out of the Body, Chemo Therapy y Lost Souls - que solo aparecerán en la primera edición.
Aparte de Mameli, la nueva alineación incluye a Tony Choy y Peter Wildoer (Darkane).
Actualmente Pestilence está trabajando en un nuevo álbum que saldrá el 4 de abril de 2011 y será llamado Doctrine, el álbum contará con 10 nuevas canciones.

## Miembros
Alineación actual
- Patrick Mameli - Guitarra, voz
- Rutger van Noordenburg - Guitarra
- Joost van der Graaf - Bajo
- Michiel van der Plicht - Batería

## Discografía
- 1988: Malleus Maleficarum
- 1989: Consuming Impulse
- 1991: Testimony of the Ancients
- 1993: Spheres
- 1994: Mind Reflections (recopilatorio)
- 2009: Resurrection Macabre
- 2011: Doctrine
- 2013: Obsideo
- 2015: The Dysentery Penance (recopilatorio)
- 2018: Hadeon
- 2021: Exitivm